# Nilgiri

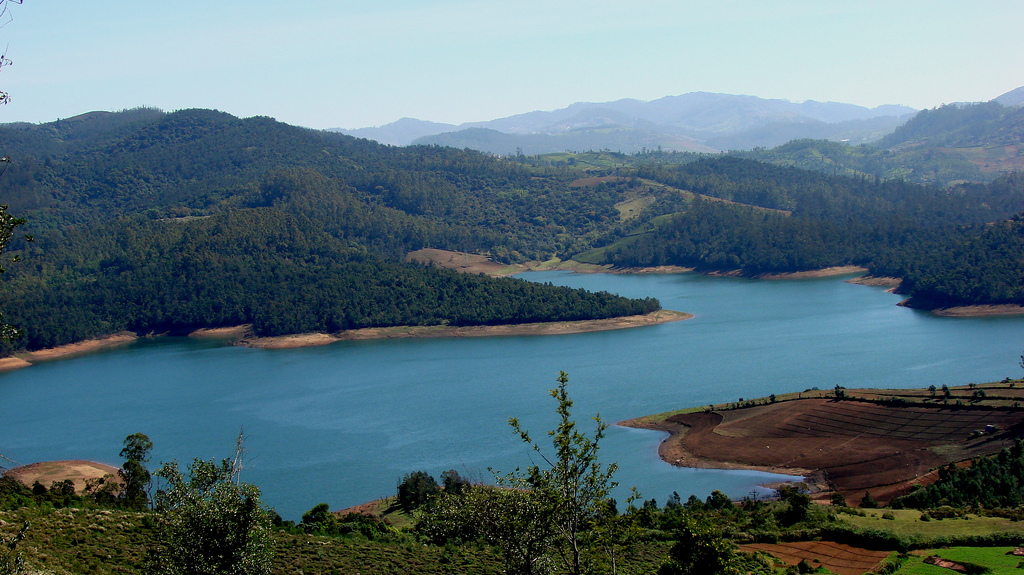
Jezioro Szmaragdowe w Nilgiri

Nilgiri (tamil: நீலகிரி, malajalam: നീലഗിരി, kannada: ನೀಲಗಿರಿ, dosłownie: „Niebieskie Góry”) – pasmo górskie na styku stanów Karnataka, Kerala i Tamilnadu w południowych Indiach. Kilkanaście szczytów przekracza 2000 m wysokości. Pasmo Nilgiri stanowi część większego masywu Ghatów Zachodnich, rozciągającego się wzdłuż zachodniego wybrzeża Półwyspu Indyjskiego. Część gór znajduje się pod opieką UNESCO w ramach Rezerwatu Biosfery Nilgiri.